# تحفة المجاهدين في بعض أخبار البرتغاليين
تحفة المجاهدين في بعض أخبار البرتغاليين (وتختصر غالبًا إلى تحفة المجاهدين) هو عمل تاريخي كتبه زين الدين مخدوم الثاني عن الصراع بين المسلمين المابليين في مالابار وجنوب كانارا [الإنجليزية] والمستعمرين البرتغاليين في القرن السادس عشر. وهو أول عمل تاريخي لولاية كيرالا يؤلفه شخص كيرالي. يصف الكتاب المقاومة التي قدمتها البحرية في كونجالي ماراكار [الإنجليزية] إلى جانب سامري كاليكوت حاكم قاليقوط من عام 1498 إلى عام 1583 ضد محاولات البرتغاليين استعمار ساحل مليبار. إلى جانب الأحداث الزمنية للعصر، يقدم الكتاب أيضًا تحليلًا للأحداث، بالإضافة إلى نمط الحياة والعادات والبنية العائلية لأهل ذلك العصر.

## الملخص
كان الشيخ زين الدين مخدوم الثاني، الذي ولد عام 1517 م، مؤرخًا وعالمًا دينيًا من بوناني. وقد اكتمل كتابه تحفة المجاهدين عام 1583، وهو أحد المصادر الآسيوية القليلة التي تروي رد فعل السكان المسلمين على ساحل مليبار تجاه التوسع الاستعماري البرتغالي في جنوب غرب الهند. كما أنه مهم باعتباره عملًا رائدًا حول أصول مجتمع مابيلا في ولاية كيرالا الحديثة وقد راجعته المعاهد الأوروبية ووصفته بأنه دراسة في لاهوت التحرير الإسلامي. تُرجم العمل إلى العديد من اللغات الأوروبية، ومن أبرز ما عُنون به في المصادر الأوروبية هو (História dos Portugueses no Malabar)، لديفيد لوبيز في عام 1898 والترجمة الإنجليزية لمحمد حسين نينار، بعنوان (تحفة المجاهدين: ملحمة تاريخية من القرن السادس عشر) التي نشرتها جامعة مدراس عام 1942. وقد كتب حمزة ترجمة للكتاب باللغة المالايالامية في عام 1995.
ويطلق عليه كثيرون كتابًا مرجعيًا للنضال ضد التاريخ الاستعماري الأوروبي. وهو أيضًا أقدم كتاب تاريخي عن ولاية كيرالا. وهو يشرح تاريخ ولاية كيرالا، منذ وصول الإسلام إلى كيرالا من خلال مالك بن دينار. ويشرح مدى العلاقات الطيبة بين سامري كاليكوت وبين المسلمين المحليين. ويتتبع التدهور الاجتماعي والثقافي للمجتمع المسلم والقرصنة البرتغالية والاحتلال في مالابار. ويدعو من أجل ازدهار حكم بلاده تحت ظل سامري كاليكوت وجهاد المسلمين ضد البرتغاليين.

## المحتوى
اكتمل تأليف هذا الكتاب في عام 1583، وكان مخصصًا لسلطان بيجابور علي عادل شاه. وينقسم العمل إلى أربعة أجزاء، يناقش الجزء الأول بالتفصيل المفاهيم الإسلامية للجهاد، يليه نظرة إلى تاريخ المجتمع المسلم في مليبار. ثم يصف عادات الهندوس في مليبار في ذلك الوقت، وتروي الفصول الأربعة عشر الأخيرة تاريخ البرتغاليين في مالابار وصعود القوات البحرية بقيادة الكونجالي ماراكار [الإنجليزية]، منذ وصول البرتغاليين نحو نهاية القرن الخامس عشر حتى حصار شاليام عام 1571.

## الاستقبال
وقد وصفه جوفيندا بيلاي [الإنجليزية]، وهو ناقد ماركسي وصحفي بارز في ولاية كيرالا، بأنه "حدث مهم ليس فقط في الدراسات التاريخية لولاية كيرالا ولكن في تاريخ تأريخ كيرلا. وهذا هو أول عمل يستند إلى تاريخ كيرالا يكتبه كيرالي، وإن كان باللغة العربية. وعلاوة على ذلك، إن كتاب تحفة المجاهدين مثل كتاب تاريخ الحرب البيلوبونيسية لثوقيديدس، هو فعلًا تحفة تاريخية، حيث يروي المؤلف أحداثًا شارك فيها بطرق عديدة وشهدها، لذلك فإن موثوق تمامًا.

## الترجمات
- س. محمد حسين نينار (1942)، تحفة المجاهدين: عمل تاريخي باللغة العربية، جامعة مدراس، ISBN:9789839154801، اطلع عليه بتاريخ 2020-12-03
- س. محمد حسين ناينر (2006). تحفة المجاهدين: ملحمة تاريخية من القرن السادس عشر. مؤسسة الكتاب الإسلامي. (ردمك 9789839154801). (إعادة نشر منقحة لترجمة نينار لعام 1942)[5]

## روابط خارجية
- مراجعة كتاب: تحفة المجاهدين
- تاريخ البرتغاليين في مليبار، بقلم زينا الدين. مخطوطة عربية من القرن السادس عشر ترجمة ديفيد لوبيز، لشبونة، الصحافة الوطنية، 1898.